# 纳旺丹增嘉措
纳旺丹增嘉措（?—?）蒙古族，内蒙古鄂尔多斯部达拉特旗人，第一世（不计追认）迪鲁瓦活佛。

## 生平
清朝康熙年间，纳旺丹增嘉措生于内蒙古鄂尔多斯部达拉特旗一个平民家庭，其父名为策森。后来，清朝康熙帝承认其为迪鲁瓦活佛，并授其“额日和绰尔济”称号，还给予其每年晋京朝觐并举行法事的权利。他在鄂尔多斯部建了自己的寺院班钦召。